# NGC 2054
NGC 2054 is een meervoudige ster in het sterrenbeeld Orion. Het hemelobject werd op 6 oktober 1850 ontdekt door de Amerikaanse astronoom George Phillips Bond. Gezien de schaarste aan sterren is dit object geklasseerd in de categorie Telescopisch asterisme. NGC 2054 is een relatief gemakkelijk object om, met behulp van een telescoop, op te sporen, daar het zich op slechts een graad ten westzuidwesten van de heldere ster 53 Orionis bevindt (Saiph).